# Gustav Simon
Gustav Simon (Darmstadt, 30. svibnja 1824. – Heidelberg, 21. kolovoza 1876.), njemački kirurg koji je prvi izveo uspješnu nefrektomiju.

## Životopis
Simon je studirao u Gießenu i Heidelbergu, a 1861. je postao profesor u Rostocku i od 1867. na sveučilištu u Heidelbergu.

## Djela
- 1851., "Über Schußwunden", Gießen
- 1854., "Über Heilung der Blasenscheidenfisteln", Gießen
- 1857., "Die Exstirpation der Milz", Gießen
- 1862., "Über die Operation der Blasenscheidenfisteln", Rostock
- 1868., "Mitteilungen aus der chirurgischen Klinik zu Rostock", Prag
- 1871. – 76. "Chirurgie der Nieren" (2 vols.), Stuttgart